# Raoul Lambert
Raoul Lambert (22 de outubro de 1944) é um ex-futebolista belga que competiu na Copa do Mundo FIFA de 1970.

## Carreira
Raoul Lambert representou a Seleção Belga de Futebol, da Euro de 1972.